# لوسيرو
لوسيرو أوغاسا ليون (بالإسبانية: Lucero Hogaza León)، (ولدت في 29 أغسطس سنة 1969 مكسيكو سيتي)، تعرف ب «لوسيرو» أو «لوسيريتو» أو «حبيبة أمريكا» هي ممثلة، مغنية ومقدمة حفلات تلفزيونية ومؤخرا مؤلفة أغاني.

## السيرة الذاتية
ابنة لوس ماريا ليون سوفيني وأنطونيو أوغاسا لوبيس، لها أخ يكبرها سنا أنطونيو وهي زوجة المغني مانويل ميخاريس منذ 1997.
و قد اختارتها مجلة People en Español في أول طبعة لها لمئة لاتيني الأكثر تأثيرا في الولايات المتحدة لسنة 2007 بجانب عدة مغنيين وممثلين وكتاب وسياسيين ومثقفين ورجال أعمال أمثال فيرونيكا كاسترو وجينيفر لوبيز.

## حياتها الشخصية
تزوجت سنة 1997 بالمغني "مانويل ميخاريس"، وقد عرض حفل زفافهما على التلفزيون ويعد أشهر حفل زفاف في المكسيك وأمريكا اللاتينية. في 12 تشرين الثاني 2001 أنجبت أول مولود لها "خوسي مانويل" وفي 02 شباط 2005 أنجبت طفلتها الثانية "لوسيرو". في الرابع من آذار 2011 أعلنت طلاقها من "مانويل ميخاريس" بعد مرور 14 سنة زواج.

## مشوارها الفني
يعود الفضل في شهرتها إلى مسيرتها طوال أكثر من 30 سنة وإلى موهبتها وجاذبيتها وجمالها ما ساعدها على تسلق سلم النجاح والشهرة بسرعة. بدأت مشوارها الفني منذ طفولتها وهي في العاشرة تحت اسم «لوسيريتو» في برامج المنوعات التلفزيونية Alegrías de mediodía و Chiquilladas ب تيلفيزا. كانت مضيفة بمسابقات أغاني الأطفال Juguemos a cantar و América ésta es tu canción. وأكثر أداء لها شهرة في ذلك الوقت كان زيتونة زوجة باباي.
في الثالث عشر من عمرها عام 1982 سجلت أول ألبوم لها بعنوان Te prometo، وبعد النجاح الذي حققته دعيت للقيام بدور الطفلة الشريرة في مسلسل Chispita لكن والدتها فضلت أن تمثل ابنتها دور فتاة طيبة للترويج لألبومها وإعطاء صورة تتماشى مع كلمات أغاني الألبوم الذي كان سيطرح ولحسن حظها فالمخرج كان من رأيها ومنه مثلت لوسيريتو دور بطولة أول مسلسل تلفزيوني لها وهو Chispita. وفي سنة 1984 سجلت أولبوم Con tan pocos años والدخول في عالم الفن السابع بفيلم Coqueta بجانب بيدرو فرنانديز. وفي سنة 1985، قامت بتمثيل فيلم Fiebre de amor، بجانب الفنان لويس Miguel، وفي نفس السنة سجلت ثالث عمل موسيقي لها وهو Fuego y ternura. وبعد ذلك قامت بأعمال سينمائية أخرى ك Quisiera ser hombre و Escapate conmigo و Deliciosa sin verguenza.
في سنة 1986، اصدرت ألبوم آخر بعنوان Un pedacito de mi وفي سنة 1988 أنتجت لها شركة الإنتاج Melody ألبوم Lucerito الذي يحمل مجموعة من الأغاني المفردة ك Tu amiga fiel و No me hablen de el و Millones mejor que tu و Vete con ella.
في 1990، قامت لوسيرو بدور البطولة في مسلسل Cuando llega el amor وتأدية أغنية البداية ما جعلها تفوز بجائزة TVyNovelas لأفضل ممثلة وفي نفس السنة أصدرت لها شركة الإنتاج Melody ألبوم Cuéntame الذي بيعت منه 300 ألف نسخة والذي يحمل أغاني مفردة ك Corazon a la deriva.
في التسعينيات بدأت في تأدية اغاني شعبية رانشيرا بألبومها Con mi sentimiento، ثم تعود مجددا إلى البوب بالألبوم Solo pienso en ti الذي يحمل الأغاني المفردة Amor secreto و Electricidad و Ni una mas حيث أدت أيضا أغاني رومانسية من تأليف Rafael Pérez Botija. لوسيرو عادت إلى سوق الموسيقى بألبوم Lucero de México سنة 1992 والذي أعادت فيه آداء أغاني لمشاهير كأغنية LLorar ل Joan Sebastian و Que no quede huella ل Guadalupe Esparza و Tristes recuerdos.
في سنة 1993 سجلت ألبوم آخر مع شركة Melody تحت عنوان Lucero الذي يحمل أغنية المسلسل Los parientes pobres الذي أدت دور بطولته في نفس السنة والذي منحت بفضله ثاني مرة جائزة TVyNovelas، الألبوم يحمل العناوين
El numero uno و Veleta و Sobreviviré ل Rafael Pérez Botija أيضا، وجاء بعده ألبومٍ Siempre contigo الذي حققت به الفنانة نجاحا ملحوظا.
في سنة 1995 عملت في مسلسل Lazos de amor أو روابط الحب، أين قامت بدور ثلاث شقيقات توائم تفرقن بسبب حادث سير، وقد أدت أيضا أغنية المسلسل الذي حقق نجاحا باهرا وفازت بفضله برابع جائزة لTVyNovelas. في سنة 1997 سجلت ألبوم Piel de angel من إنتاج شركة Melody أيضا، والذي يحمل أغاني Tacticas de guerra و Toda la noche و Quiero و Historias de amores و Una vez mas.
في سنة 1999، قررت تقديم حفل موسيقي مباشر في La Plaza de Toros بمكسيكو، وقد سجل الحفل في سيدي مزدوج يحمل أغاني ناجحة للفنانة، تنقسم إلى 15 أغنية بوب و 17 أغنية رانشيرا. في سنة 2000، جاء مسلسل Mi destino eres tu تمت دبلجته إلى العربية تحت عنوان موعد مع القدر ومثلت به دور Andrea وقد لاق المسلسل نجاحا وقبولا من طرف المشاهدين، مما جعلها تفوز مرة أخرى بجائزة أفضل بطلة بجوائز TVyNovelas وقد قامت بعمل ألبوم يحمل نفس عنوان المسلسل وأغنية مفردة أيضا تحمل نفس العنوان وأدرجت بالألبوم أول أغنية لها باللغة الإنجليزية وهي Don't Waste My Time.
في 16 تشرين الأول 2002 قدمت حفل موسيقي ب el Auditorio Nacional برفقة التينور بلاسيدو دومينغو، لفائدة الجمعية الخيرية Vamos México.
في سنة 2004 تقاسمت لوسيرو دور البطولة مع الفنان أليخاندرو فرنانديس في الفيلم Zapata, el sueño de Héroe الذي يروي قصة البطل المكسيكي الشهير إيمليانو زاباتا وتحت إخراج Alfonso Arau، ولكن بسبب أن القصة لم تكن مطابقة لسيرة الشخصية التاريخية فقد واجه الفيلم انتقادات كثيرة ولم يلقى النجاح المنتظر.
في 2005 وبعد القيام بالعمل المسرحي Regina عادت مرة أخرى للقيام بدور بطولة مسلسل آخر من إخراج كارلا استرادا تحت عنوان الفجر أو Alborada والذي فازت بفضله بجائزتي TVyNovelas وإيمي Emmy.
في سنة 2006، قدمت لوسيرو واحد من أفضل إنتاجاتها الموسيقية Quiereme tal como soy من إنتاج شركة EMI Music، تكريما للمؤلف Rafael Pérez Botija، والألبوم حمل الأغاني la gata bajo la lluvia و O tu o nada و La unica que te entiende وقد نالت بفضل مبيعاته ألبوم ذهبي.
في نفس السنة دعيت مع مغني السالسا فيكتور مانويل للأكاديمية اللاتينية للتسجيل "Academia Latina de Grabacion" لتقديم حقل توزيع جوائز [الغرامي لاتينو] "Grammy Latino" بمدينة نيويورك، وقد لاق الحفل نجاحا باهرا مقارنة بالسنوات التي سبقته وقد أختيرت مجددا سنة 2007 رفقة الكوميدي أوخينيو ديربيس وأعيد اختيارهما سنة 2009 لتقديم النسخة العاشرة للغرامي لاتينو.
في 2007، قدمت الحفل الموسيقي ب el Auditorio Nacional احتفالا ب27 سنة لمسيرتها الفنية أمام 10.000 مشاهد، وسجل الحفل في سيدي ودي في دي مزدوجان.
في الخامس من يناير 2008، بدأت لوسيرو مشروعا جديدا في مسيرتها الفنية متمثلا في برنامج راديو يدعى ما الجديد لوسيرو أو "Que onda, Lucero" والذي يقدم حوارات مع شخصيات فنية عملت سابقا مع الفنانة.
في سنتي 2008 و 2009 قامت الفنانة بلعب دور شخصية الشريرة Rebeca Sanchez أو Barbara Greco في مسلسل Mañana es para siempre وقد اختارتها مجلة People En Español كشريرة السنة. منذ عام 1997 حتى عام 2008 كانت المضيفة في التيليطون بالمكسيك.
في سنة 2010 قامت بتمثيل دور بطولة في مسلسل امرأة من فولاذ أو Soy tu dueña بجانب الممثلة الفينزويلية غابرييلا سبانيك والممثلين المكسيكين فرناندو كولنج وديفيد زيبيدا. في نفس السنة قامت بتسجيل ألبوم Indispensable من إنتاج شركة Universal Music.
في أواخر سنة 2011 اخرجت ألبوم غنائي بعنوان "Mi sercreto de amor" وفي 2012 ألبوم آخر بعنوان "LU*JO" بحانب الفنان جوان سباستيان، كما قامت أيضا ببطولة المسلسل التلفزيوني "Por ella soy eva" بجانب الممثل المكسيكي خايمي كاميل وقد حقق المسلسل نجاحا كبيرا فيما يخص نسبة المشاهدة في المكسيك وفي عدة دول لاتينية أخرى. في ال 25 من أكتوبر قدمت حفلا موسيقيا في قاعة "Auditorio Nacional" بالمكسيك أين امتلأت تقريبا كل المقاعد كالمعتاد وكان ذلك احتفالا بمرور 32 سنة لمشوارها الفني.

## الجوائز الحاصلة عليها
حازت لوسيرو على عدة جوائز وأشهرها جازة Emmy Latino بنيويورك سنة 2006، وجوائز Sol de México، Heraldo de México، Galardon de los Grandes، ERES، ملكة مهرجان Viña del Mar بالشيلي سنة 1992، النورس الفضي لنفس المهرجان سنة 2001، Diosa de Plata، Luna del Auditorio، البيلبورد، Furia Musical بالإضافة إلى أنها النجمة المكسيكية التي حازت على أكبر عدد من جوائزTvyNovelas وAce بنيويورك وجوائز أخرى كثيرة.
لقبت من طرف الصحافة المتخصصة بلقبين هما "Lucero de México" أو «نجمة المكسيك» و"La novia de América" أو«حبيبة أمريكا»، لكن علاقتها بالصحافة تزعزعت كثيرا بعد المواجهة التي حدثت بين أحد حراسها الشخصيين والصحافة فقد قام الحارس الشخصي بتهديد صحفيين بالمسدس بسبب أنهم قاموا بضربه ودفعه وبسبب الفوضى التي قاموا بإحداثها، ولكن لوسيرو في عوض الاعتذار قررت الدفاع عن حارسها الشخصي ومواجهة الصحافة بطريقة إعتبرها الكثيرون «غير لائقة».
دعيت لوسيرو لتكون المتحدثة الرسمية لعدة جمعيات خيرية منها Teleton México ومنظمة  ALAS